# فوکوهارا-کیو

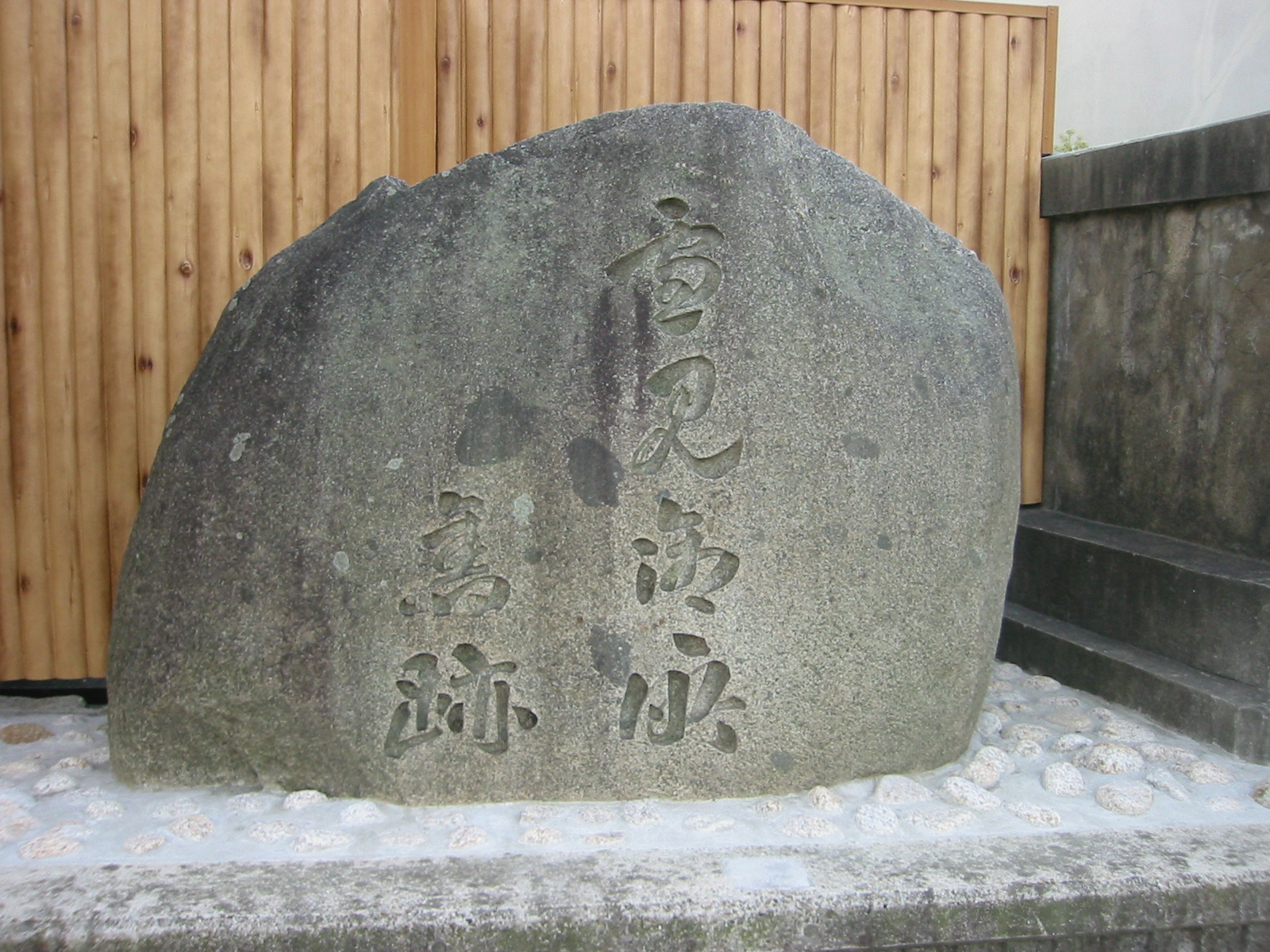
نشانگر موقعیت محل سابق فوکوهارا-کیو

فوکوهارا-کیو (به ژاپنی: 福原京 Fukuhara-kyō) محل دربار امپراتور ژاپن و به همین ترتیب پایتخت کشور ژاپن به مدت تقریباً شش ماه در سال ۱۱۸۰ میلادی بود. این شهر همچنین مرکز قدرت تایرا نو کیوموری و محل کاخ بازنشستگی وی بود.